# Mishkat al-Mumin
Mishkat Al-Moumin (em árabe: مشكاة المؤمن) é uma advogada e conferencista iraquiana. Ela atuou como Ministra do Meio Ambiente no governo provisório do Iraque sob Iyad Allawi (2004-05). Depois de sobreviver a várias tentativas de assassinato devido à sua defesa dos direitos das mulheres, ela se mudou para os Estados Unidos.

## Biografia
Mishkat al-Moumin nasceu em Beirute, Líbano, mas mudou-se com sua família para o Iraque. Seu pai era professor no Instituto de Belas Artes de Bagdá. Ela recebeu seu Master of Arts e Ph.D. pela Universidade de Bagdá. Al-Moumin começou sua carreira como advogada, servindo como membro e supervisora do Escritório Central da Ordem dos Advogados do Iraque. Em 2001, ela ingressou na Faculdade de Direito da Universidade de Bagdá como professora, cargo que ocupou até 2004.
Al-Moumin estabeleceu e se tornou a diretora da Organização para Mulheres e Meio Ambiente. Ela também foi diretora de Questões Femininas da Fundação Iraque Livre.
Em junho de 2004, Al-Moumin juntou-se ao Governo Provisório do Iraque como membro do Democratas Independentes do Iraque (IID). Ela foi a primeira ministra do Meio Ambiente do país e planejou sua estrutura. Com ela no comando, o ministério divulgou o primeiro relatório do Iraque sobre a situação ambiental.
A defesa dos direitos das mulheres de Al-Moumin irritou o jihadista Abu Musab al-Zarqawi. Ele a chamou de "a líder dos infiéis" e enviou ameaças de morte a Al-Moumin ["vamos pegá-la na próxima vez"]. Ela sobreviveu a uma tentativa de assassinato em agosto de 2004. Enquanto se movia por Qadisia, um carro-bomba atingiu seu comboio, matando instantaneamente quatro de seus guarda-costas. Após mais atentados contra sua vida, ela se mudou para os Estados Unidos em 2005. A Universidade George Mason a nomeou professora adjunta de estudos ambientais em 2006. Ela também é bolsista do Environmental Law Institute. Ela possui um M.A. em administração pública pela Universidade Harvard (2006).